# Pallacanestro Trieste 2004 2020-2021
Questa voce raccoglie le informazioni riguardanti la Pallacanestro Trieste 2004 nelle competizioni ufficiali della stagione 2020-2021.

## Stagione
La stagione 2020-2021 della Pallacanestro Trieste 2004 sponsorizzata Allianz, è la 49ª nel massimo campionato italiano di pallacanestro, la Serie A.
Per la composizione del roster si decise di cambiare la scelta della formula, passando a quella con 5 giocatori stranieri senza vincoli.

## Roster
Aggiornato al 21 luglio 2020.
| Allianz Pallacanestro Trieste 2020-21 | Allianz Pallacanestro Trieste 2020-21 |
| Giocatori                             | Staff tecnico                         |
| ------------------------------------- | ------------------------------------- |

| N. | Naz.                                        | Ruolo | Nome                | Anno | Alt.   | Peso   |  |
| -- | ------------------------------------------- | ----- | ------------------- | ---- | ------ | ------ |  |
| 0  | Italia (bandiera)                           | AP    | Andrea Coronica (C) | 1993 | 188 cm | 83 kg  |  |
| 1  | Italia (bandiera)                           | PG    | Federico Mussini    | 1996 | 188 cm | 82 kg  |  |
| 2  | Croazia (bandiera)                          | AG    | Hrvoje Perić        | 1985 | 201 cm | 108 kg |  |
| 3  | Stati Uniti (bandiera)                      | AC    | DeVonte Upson       | 1993 | 206 cm | 101 kg |  |
| 4  | Argentina (bandiera) · Italia (bandiera)    | P     | Juan Fernández      | 1990 | 193 cm | 88 kg  |  |
| 7  | Italia (bandiera)                           | PG    | Andrea Arnaldo      | 2002 | 191 cm |        |  |
| 8  | Italia (bandiera)                           | P     | Tommaso Laquintana  | 1995 | 188 cm | 80 kg  |  |
| 12 | Argentina (bandiera) · Italia (bandiera)    | C     | Marcos Delía        | 1992 | 209 cm | 111 kg |  |
| 13 | Stati Uniti (bandiera) · Nigeria (bandiera) | AC    | Ike Udanoh          | 1989 | 202 cm | 107 kg |  |
| 15 | Stati Uniti (bandiera)                      | AP    | Myke Henry          | 1992 | 198 cm | 108 kg |  |
| 18 | Italia (bandiera)                           | PG    | Daniele Cavaliero   | 1984 | 188 cm | 83 kg  |  |
| 20 | Italia (bandiera)                           | AG    | Matteo Da Ros       | 1989 | 205 cm | 94 kg  |  |
| 24 | Lettonia (bandiera)                         | AG    | Andrejs Gražulis    | 1993 | 202 cm | 101 kg |  |
| 35 | Stati Uniti (bandiera)                      | G     | Milton Doyle        | 1993 | 193 cm | 82 kg  |  |
| 44 | Italia (bandiera)                           | A     | Davide Alviti       | 1996 | 200 cm | 88 kg  |  |
| 55 | Slovenia (bandiera)                         | AP    | Jakob Čebašek       | 1991 | 201 cm | 102 kg |  |
| -  | Italia (bandiera)                           | P     | Matteo Schina       | 2001 | 184 cm |        |  |

| Allenatore                                                                                  |
| - Eugenio Dalmasson                                                                         |
| Assistente/i                                                                                |
| - Franco Ciani - Marco Legovich Legenda - (C) Capitano - (IN) Inattivo - Infortunato Roster |

## Mercato

### Sessione estiva
| Acquisti | Acquisti           | Acquisti         | Acquisti      | Acquisti |
| R.a      | Nome               | da               | Modalità      |          |
| -------- | ------------------ | ---------------- | ------------- | -------- |
| ALL      | Franco Ciani       | Free agent       | svincolato    |          |
| AC       | Andrejs Gražulis   | Derthona Basket  | svincolato    |          |
| AC       | Ike Udanoh         | Reyer Venezia    | svincolato    |          |
| P        | Tommaso Laquintana | Brescia          | svincolato    |          |
| A        | Lodovico Deangeli  | Pall. Biella     | fine prestito |          |
| G        | Lorenzo Baldasso   | A. Costa Imola   | fine prestito |          |
| AC       | DeVonte Upson      | Strasburgo       | svincolato    |          |
| A        | Davide Alviti      | Universo Treviso | svincolato    |          |
| AP       | Myke Henry         | Oklahoma Blue    | svincolato    |          |
| G        | Milton Doyle       | Hapoel Eilat     | svincolato    |          |

| Cessioni | Cessioni             | Cessioni                 | Cessioni       | Cessioni |
| R.       | Nome                 | a                        | Modalità       |          |
| -------- | -------------------- | ------------------------ | -------------- | -------- |
| C        | Akil Mitchell        | Mac. Rishon LeZion       | fine contratto |          |
| AC       | Derek Cooke          | Hamilton Badgers         | fine contratto |          |
| AP       | DeQuan Jones         | Nishinomiya Storks       | fine contratto |          |
| G        | Lorenzo Baldasso     | Latina Basket            | fine contratto |          |
| ALL      | Alessandro Cittadini | Cestistica Civitavecchia | fine contratto |          |
| A        | Lodovico Deangeli    | Amici Pall. Udinese      | prestito       |          |
| C        | Riccardo Cervi       | Virtus Roma              | fine contratto |          |
| P        | Iacopo Demarchi      | Free agent               | fine contratto |          |
| A        | Deron Washington     | Free agent               | fine contratto |          |
| G        | Kodi Justice         | Free agent               | fine contratto |          |
| P        | Ricky Hickman        | Free agent               | fine contratto |          |
| AG       | Hrvoje Perić         | Free agent               | rescissione    |          |

### Dopo l'inizio della stagione
| Acquisti | Acquisti         | Acquisti     | Acquisti        | Acquisti   |
| R.       | Nome             | da           | Data            | Modalità   |
| -------- | ---------------- | ------------ | --------------- | ---------- |
| PG       | Federico Mussini | Free agent   | 9 ottobre 2020  | svincolato |
| C        | Marcos Delía     | Free agent   | 12 ottobre 2020 | svincolato |
| AP       | Jakob Čebašek    | Free agent   | 15 ottobre 2020 | svincolato |
| AG       | Hrvoje Perić     | Kleb Ferrara | 9 febbraio 2021 | svincolato |

| Cessioni | Cessioni         | Cessioni            | Cessioni         | Cessioni       |
| R.       | Nome             | a                   | Data             | Modalità       |
| -------- | ---------------- | ------------------- | ---------------- | -------------- |
| PG       | Federico Mussini | Free agent          | 9 novembre 2020  | fine contratto |
| AP       | Jakob Čebašek    | Free agent          | 9 novembre 2020  | fine contratto |
| P        | Matteo Schina    | Amici Pall. Udinese | 18 novembre 2020 | prestito       |
| AC       | Ike Udanoh       | Strasburgo          | 7 gennaio 2021   | rescissione    |
| AG       | Hrvoje Perić     | Benedetto XIV Cento | 15 marzo 2021    | fine contratto |